# (4886) Kojima
(4886) Kojima es un asteroide perteneciente al cinturón de asteroides, descubierto el 1 de marzo de 1981 por Schelte John Bus desde el Observatorio de Siding Spring, Nueva Gales del Sur, Australia.

## Designación y nombre
Designado provisionalmente como 1981 EZ14. Fue nombrado Kojima en honor al conservador de la colección de meteoritos de la Antártida japonesa Hideyasu Kojima que trabaja en el Instituto Nacional de Investigación Polar en Tokio.

## Características orbitales
Kojima está situado a una distancia media del Sol de 2,921 ua, pudiendo alejarse hasta 3,523 ua y acercarse hasta 2,319 ua. Su excentricidad es 0,206 y la inclinación orbital 4,829 grados. Emplea 1824 días en completar una órbita alrededor del Sol.

## Características físicas
La magnitud absoluta de Kojima es 14,4. Tiene 7,581 km de diámetro y su albedo se estima en 0,056.